# Francesco Maria Veracini
Francesco Maria Veracini (1 tháng 2 năm 1690 – 31 tháng 10 năm 1768) là một nhà soạn nhạc và là một nghệ sĩ vĩ cầm người Ý. Ông được biết đến nhiều nhất với những bộ sonata cho vĩ cầm. Manfred Bukofzer với tư cách một nhà soạn nhạc, đã cho rằng "Chủ quan mà nói thì phong cách âm nhạc ông ấy chưa từng có tiền lệ trong thời kỳ baroque và rõ ràng đó là một điềm báo trước cho sự kết thúc của một thời kỳ âm nhạc", trong khi đó Luigi Torchi lại khẳng định rằng "Veracini đã cứu vãn một nền âm nhạc đầy suy tàn của thế kỷ 18". Người cùng thời với ông, Charles Burney, cho rằng "ông ấy chắc chắn có rất nhiều ý tưởng và quyết định, nhưng Veracini đã làm nên được sự táo bạo của mình trên một nền tảng tốt, và sẽ là một nhà soạn nhạc xuất sắc". Tiểu hành tinh 10875 Veracini được đặt theo tên của ông.

## Cuộc sống đầu đời và gia đình

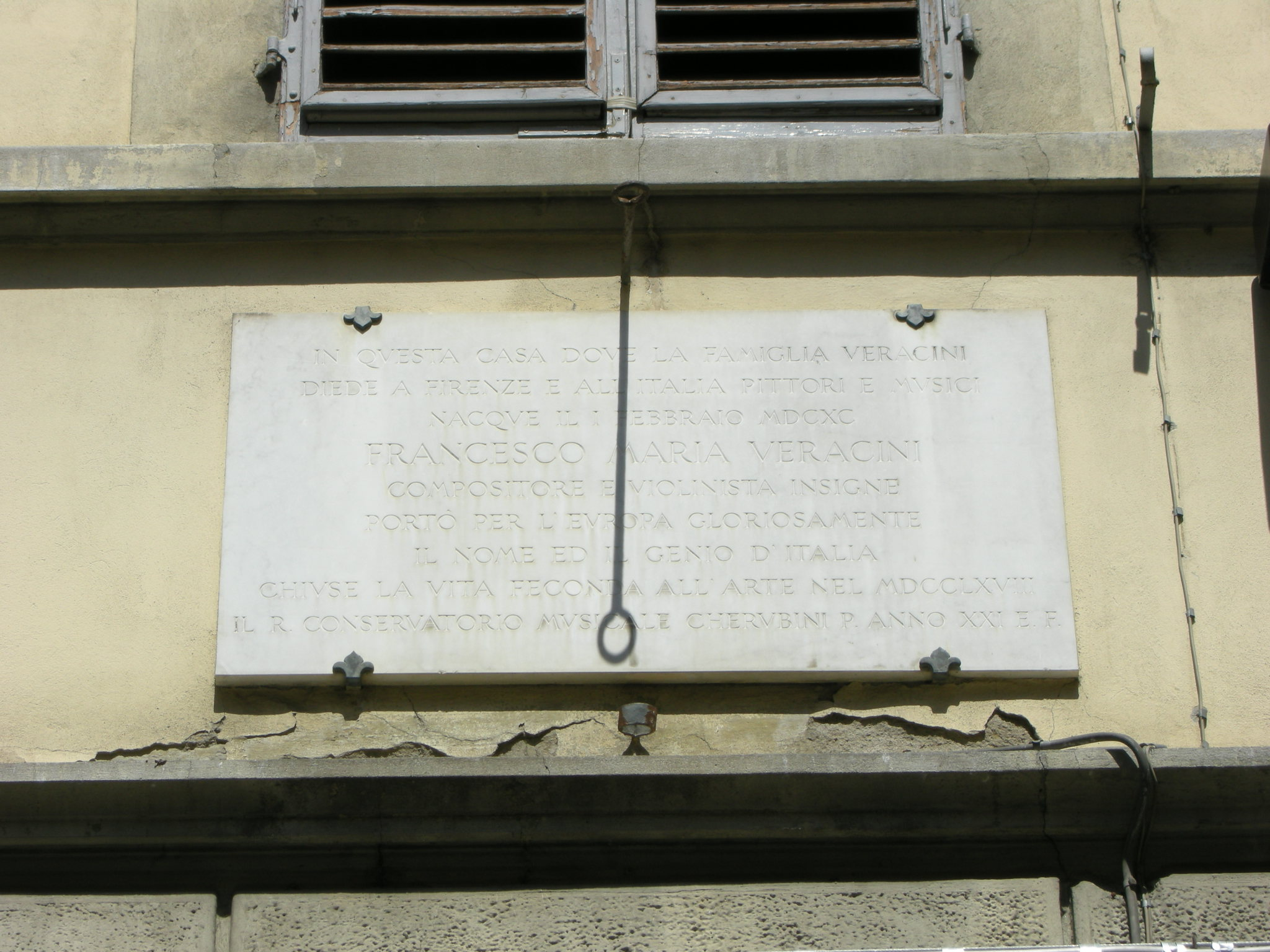
Bảng tưởng niệm Veracini trên đường Palazzuolo 30, Florence

Francesco Maria Veracini chào đời vào khoảng 8 giờ sáng ngày 1 tháng 2 năm 1690 tại nhà riêng trên đường Palazzuolo, giáo xứ San Salvatore, Ognissanti, Florence. Ông là người con trai thứ hai và cũng là người con duy nhất sống đến tuổi trưởng thành của Agostino Veracini, một dược sĩ kiêm người hộ tang. Trớ trêu thay, cha ông là một trong số ít người trong gia đình Veracini không phải là nghệ sĩ vĩ cầm, kể cả là nghiệp dư. Veracini được dạy đàn vĩ cầm bởi người chú của mình, Antonio Veracini, người mà sau này ông thường xuyên làm việc và xuất hiện cùng nhau trong buổi hòa nhạc.
Ông nội của ông, Francesco (di Niccolò) Veracini, là một trong những nghệ sĩ vĩ cầm đầu tiên của thành Florence, và là người điều hành một tổ chức dạy nhạc trong nhà cho đến khi sức khỏe yếu buộc ông phải giao lại công việc kinh doanh cho con trai cả của mình là Antonio vào năm 1708. Ngoài ra, gia đình ông còn quản lý một xưởng vẽ và sở hữu một bộ sưu tập với số lượng lớn các tác phẩm nghệ thuật, bao gồm bốn bức tranh của Ghirlandaio, một bức tranh của Ruben, một bức tranh của Caracci và hàng chục bức tranh khác của ba thành viên trong gia đình từ hai thế hệ, bao gồm cả con trai thứ ba của Francesco là Benedetto. Họa sĩ Niccolò Agostino Veracini là con trai của Benedetto, và là em họ của Francesco Maria Veracini.

### Sự nghiệp ban đầu

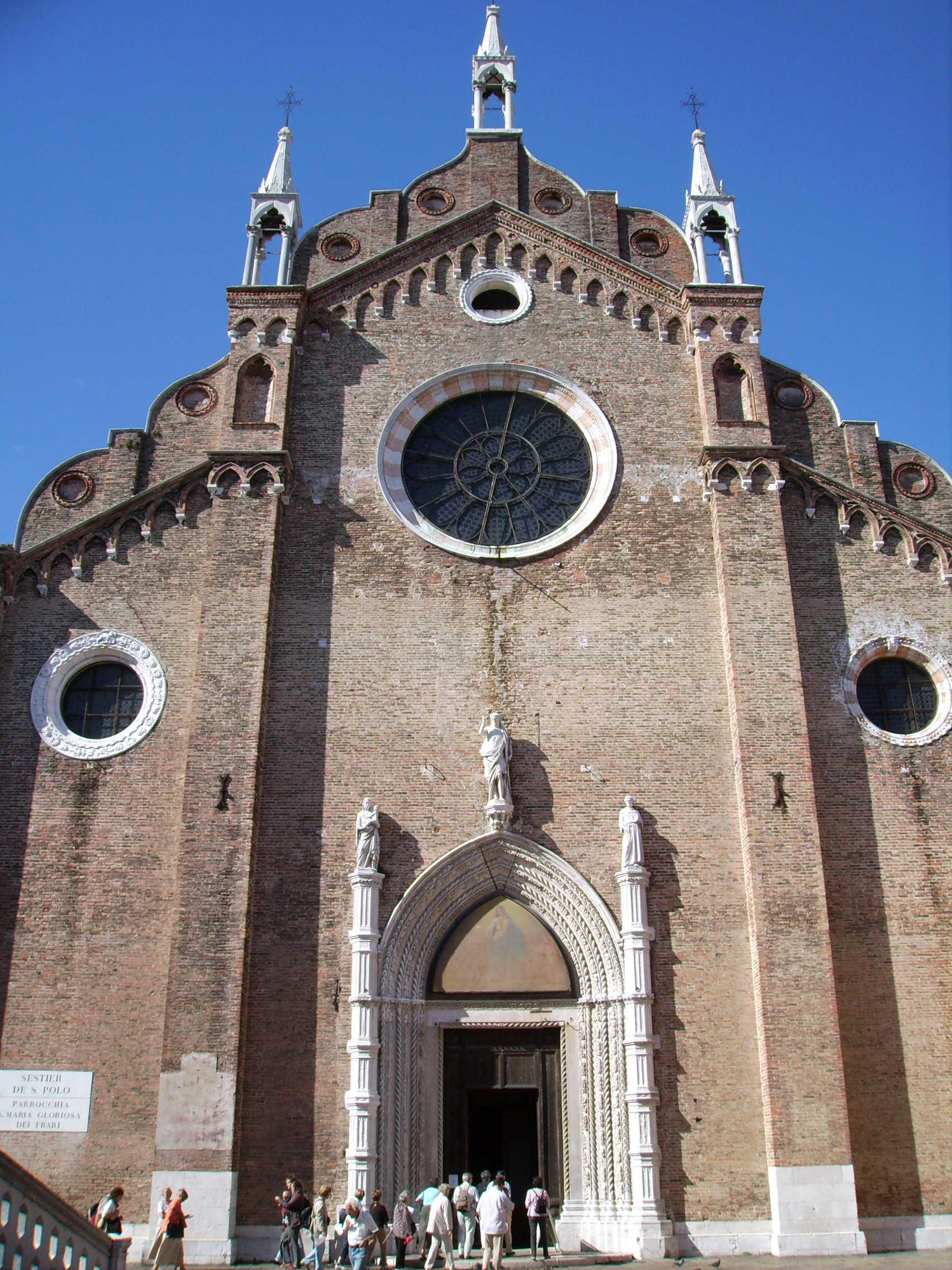
Santa Maria Gloriosa dei Frari, một trong những nhà thờ chính ở Venice

Francesco Maria Veracini được biết đến là nghệ sĩ độc tấu ở Venice trong các thánh lễ Giáng sinh ở San Marco, vào ngày 24 và 25 tháng 12 năm 1711. Vào ngày 1 tháng 2 năm 1712, ông biểu diễn một bản concerto vĩ cầm do chính mình sáng tác (buổi biểu diễn đầu tiên được thể hiện trước công chúng do Veracini chơi một trong những sáng tác của chính ông), kèm theo kèn, oboe và dàn dây như một phần của lễ kỷ niệm vinh danh đại sứ Áo tại Venice của Hoàng đế La Mã Thần thánh mới được bầu, Charles VI. Lễ kỷ niệm được tổ chức ở nhà thờ Thánh Maria Gloriosa dei Frari bao gồm nghệ sĩ hát là Te Deum và Mass, còn các bản hòa tấu và concerto được trình diễn dưới sự chỉ đạo của linh mục Ferdinando Antonio Lazari. Bản phác thảo bản nhạc của tất cả các tác phẩm được trình diễn ngày hôm đó bao gồm cả bản concerto của Veracini, được sắp xếp lại với nhau như một phần của lễ kỷ niệm và hiện được trưng bày trong Thư viện Quốc gia Áo. Có ý kiến cho rằng bản concerto này là bản Concerto cho Violin ở cung Rê trưởng của Veracini, "a otto strumenti, di Francesco Maria Ueracini Suonato dallo stesso al post comunio", sáng tác năm 1711, nhưng được biểu diễn ở Frankfurt chứ không phải Venice, vào lễ đăng quang của Charles VI ngày 22 Tháng 12 năm 1711, chỉ hai ngày trước khi Veracini xuất hiện với tư cách là nghệ sĩ độc tấu vào đêm Giáng sinh ở Venice, khoảng 800 km về phía nam.
Năm 1714, Veracini đến London và chơi các bài nhạc ("giao hưởng" theo cách nói đương thời) giữa các vở opera tại Nhà hát Nữ hoàng. Tại tòa án của Johann Wilhelm, Tuyển hầu tước Palatine và Anna Maria Luisa de 'Medici, ông đã trình diễn oratorio (một vở nhạc kịch về tông giáo) mang tên Mosè al Mar Rosso do chính mình sáng tác. Năm 1716, ông được bổ nhiệm làm người đứng đầu một trường âm nhạc Venice. Có một giai thoại kể rằng khi nghe Veracini chơi vĩ cầm, Giuseppe Tartini đã rất ấn tượng về kỹ thuật sử dụng vĩ của Veracini. Và vì không hài lòng với kỹ thuật của mình nên ngày hôm sau, ông đã rút lui đến Ancona "để nghiên cứu lại cách sử dụng cây vĩ trong sự yên tĩnh và thuận tiện hơn ở Venice, vì ông đã có một vị trí được chỉ định cho trong dàn nhạc opera của thành phố".

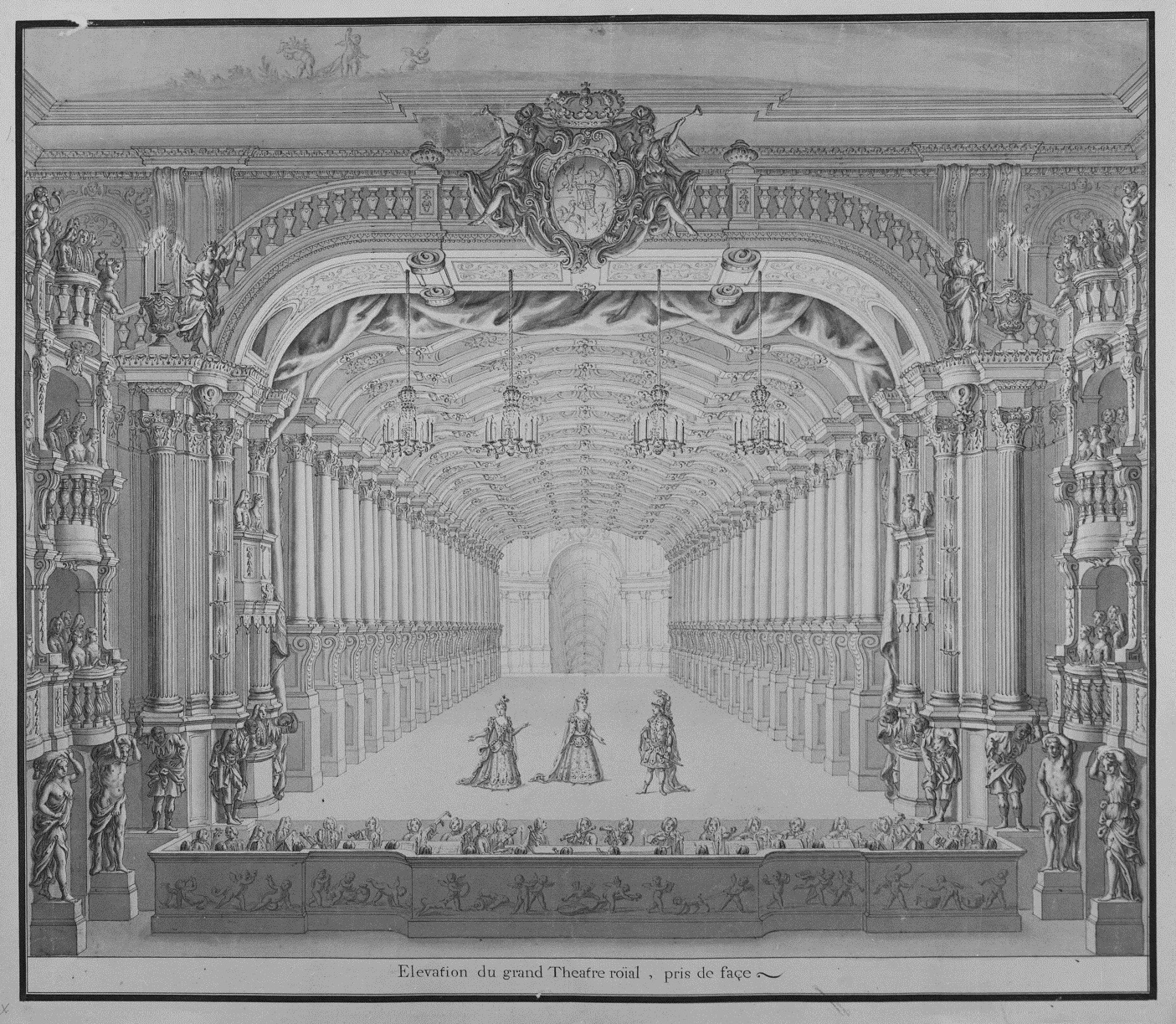
Nhà hát lớn "am Zwinger" ở Dresden, được thiết kế bởi Matthäus Daniel Pöppelmann; đồ trang trí nội thất của Alessandro und Giramolo Mauro. Đối với đám cưới của thái tử vào tháng 9 năm 1719, ba vở opera do Lotti sáng tác đã được trình diễn trong vòng hai tuần. Nổi bật là Teofane; tất cả các khách mời đều xuất hiện "alla Turca". Họa phẩm của Carl Heinrich Jacob Fehling (1719)

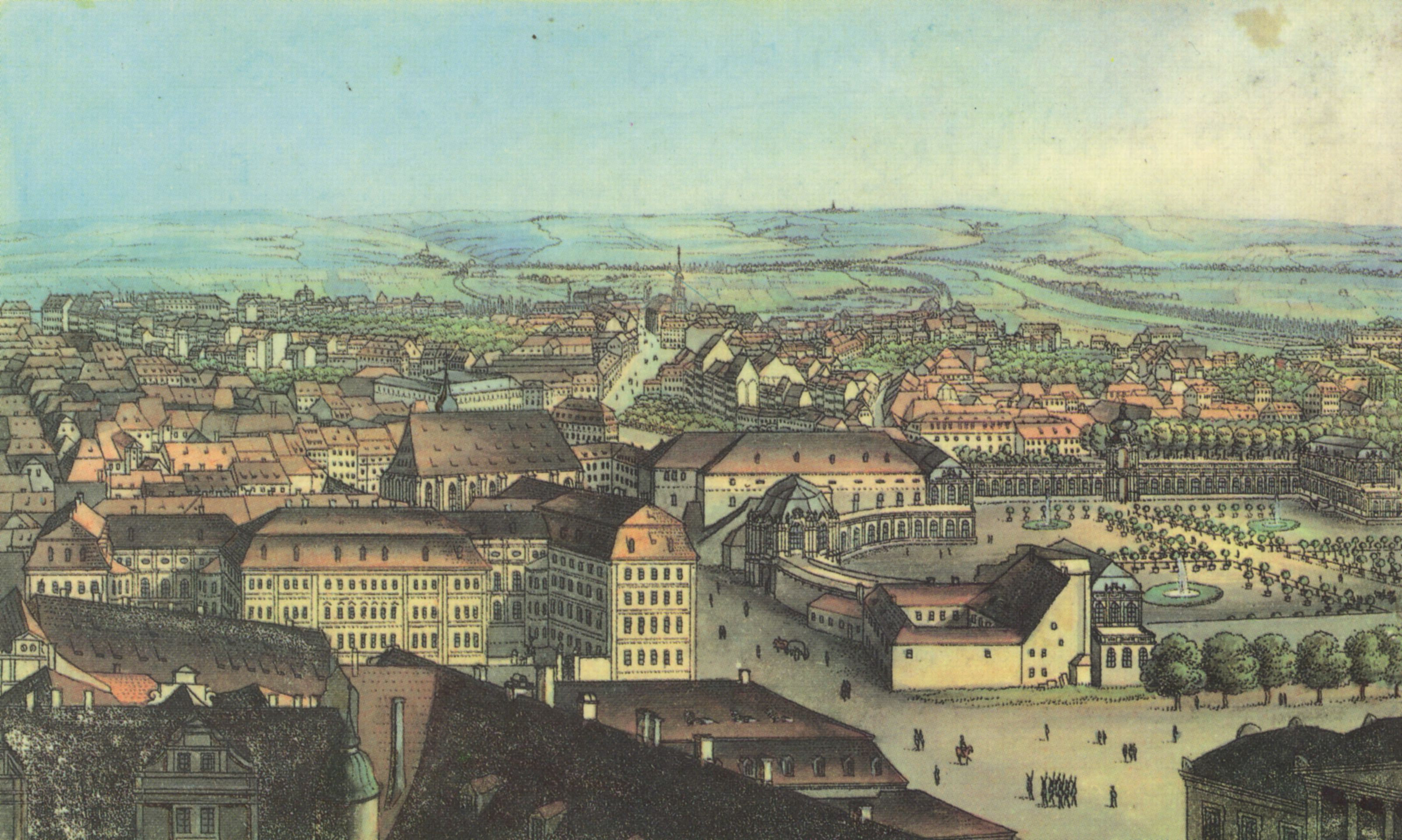
Quang cảnh Dresden, nhà hát opera am Zwinger ngay trước khi bị phá hủy vào năm 1849

Veracini đã viết một bộ sonata dành cho đàn violin hoặc sáo dọc dành tặng cho Hoàng tử Friedrich August, người đã đến để ăn mừng lễ kỷ niệm. Hoàng tử không chỉ tuyển dụng các ca nghệ sĩ như lời dặn của cha mình, mà còn tuyển cả các nhạc sĩ cho triều đình ở Dresden.  Ông còn thuê cả một công ty opera dưới sự chỉ đạo của nhà soạn nhạc người Ý Antonio Lotti, người viết lời nhạc kịch Antonio Maria Lucchini, nghệ sĩ nam giọng cao (castrati) Senesino và Matteo Berselli, anh em kiến trúc sư Mauro, hai họa sĩ và hai thợ mộc. Năm 1718, Hoàng tử cũng bảo đảm sự phục vụ của Francesco Maria Veracini lập dị với mức lương rất cao, cùng với Johann David Heinichen và Giuseppe Maria Boschi.

### Tại Dresden
Để đáp ứng lại mức lương của mình, Veracini phải sáng tác nhạc thính phòng cho triều đình, và ông được chuyên vào biên chế chính thức với tư cách là một Kapellmeister (một người chỉ huy dàn nhạc) vào tháng 8 năm 1717 chứ không phải là một nghệ sĩ vĩ cầm. Năm 1719, Veracini được cử đi tuyển thêm các ca sĩ người Ý cho vở opera mới, "am Zwinger". Trong khi ở Venice, ông cũng đảm bảo các công tác được diễn ra bình thường. Veracini thi thoảng có cơ hội về thăm quê hương của mình, nơi ông kết hôn với Chiara Tesi.
Năm 1721, Veracini đã viết một bộ sonata vĩ cầm khác dành riêng cho Hoàng tử (được xuất bản ở Dresden với tên gọi thứ tự Opus 1). Thật không may, có sự thù hận đã nảy sinh giữa tất cả những nhạc sĩ tài năng này tại tòa án ở Dresden. Năm 1722, Veracini kiêu ngạo đã tham gia vào một cuộc cãi vã, và theo một nguồn tin là ông bị dàn dựng bởi nhà soạn nhạc kiêm nghệ sĩ vĩ cầm Pisendel, dẫn đến việc Veracini nhảy ra khỏi cửa sổ tầng trên và gãy chân ở hai chỗ, và chấn thương hông. Có hai câu chuyện mâu thuẫn nhau về sự việc này là vào ngày 13 tháng 8, đó là việc Veracini bị hạ nhục dưới bàn tay của một nghệ sĩ vĩ cầm vừa vào dàn nhạc, người được yêu cầu chơi cùng một bản concerto, thế chỗ Veracini. Pisendel đã tập luyện kỹ lưỡng phần sáng tác của mình với nghệ sĩ vĩ cầm này. Veracini khoác lác đã rơi vào cơn thịnh nộ và điều này đã khiến ông tuyệt thực trong phòng của mình trong nhiều ngày, và vì xấu hổ và tuyệt vọng, cuối cùng ông đã reo mình ra khỏi cửa sổ trên đường phố ở Dresden. Theo Veracini, các nhạc sĩ người Đức ghen tuông bị cáo buộc đã âm mưu giết ông (vì vậy ông đã khai nhận trong các bài viết của mình). Veracini chạy trốn khỏi Dresden bằng cách nhảy ra khỏi cửa sổ và dường như bị gãy một chân vào mùa thu cùng năm. Sau tai nạn, Veracini đi khập khiễng trong suốt quãng đời còn lại của mình .Đó là một giai thoại Senesino đã tham gia vào cuộc cãi vã khi ông bị Heinichen sa thải hoặc bị tòa án thu hồi hết tiền. G.F. Handel đề nghị ca sĩ ký hợp đồng ở London hai năm trước khi xảy ra vụ việc với Veracini.
Dường như các nhạc sĩ Dresden lo sợ cho vị trí của họ nên đã cảm thấy nhẹ nhõm khi Veracini rời thành phố. Trở lại quê hương Florence năm 1723, Veracini chơi nhạc trong một nhà thờ. Trong thời gian này, ông phải chịu đựng nhiều điều tiếng xấu về mình và được Charles Burney cho rằng "thường đủ tiêu chuẩn với danh hiệu Capo pazzo" ["mất trí"]. Ông đã soạn một bản Te Deum cho lễ nhậm chức của Giáo hoàng Clement XII vào năm 1730.
Chú của ông, Antonio qua đời năm 1733, để lại phần lớn tài sản cho ông. Ngoài những thứ khác, có không ít hơn tám cây vĩ cầm do Jacob Stainer và ba chiếc do hãng Amatis làm.